# Audrey Azoulay
Audrey Azoulay (La Celle-Saint-Cloud, 4 agosto 1972) è una politica e funzionario francese di origine marocchina, già ministro della cultura, nominata direttore generale dell'UNESCO dal 15 novembre 2017.

## Biografia
Azoulay è nata a Parigi da famiglia ebraica marocchina originaria di Essaouira, figlia di André Azoulay, importante politico marocchino. È figlia di André Azoulay, consigliere del re Mohammed VI del Marocco, e ha dichiarato di essere "cresciuta in un ambiente molto di sinistra", "politicizzato sul conflitto israelo-palestinese". Azoulay ha conseguito un master in scienze di gestione presso l'Università Paris IX - Dauphine nel 1994 e un master in Business Administration presso l'Università di Lancaster. Ha anche studiato presso Sciences Po e l'École nationale d'administration (ENA).
Nel 2006 Azoulay è entrata al Centre national du cinéma et de l'image animée (CNC), ricoprendo via via le posizioni di vicedirettrice per gli Affari Multimediali, direttrice finanziaria e legale e vicedirettrice generale.
 Azoulay è nominata ministro della Cultura nel governo Valls II l'11 febbraio 2016, sostituendo Fleur Pellerin. Durante il suo mandato, ha aumentato il budget del ministero del 6,6% per un totale di 2,9 miliardi di euro nel 2017 - la più grande somma di denaro pubblica promessa per le arti nella storia del paese. Sotto la sua guida, il Ministero ha prestato assistenza a un premio d'arte contemporanea femminile lanciato da AWARE (Archives of Women Artists, Research and Exhibitions).
A livello internazionale, Azoulay ha svolto un ruolo chiave nelle iniziative congiunte della Francia, dell'UNESCO e degli Emirati Arabi Uniti per la salvaguardia del patrimonio culturale nelle zone di guerra, annunciato nel dicembre 2016, e ha firmato la dichiarazione di Firenze che condanna la distruzione di siti culturali al primo vertice della cultura del G7 nel marzo 2017. Il 24 marzo 2017 ha presentato al Consiglio di sicurezza delle Nazioni Unite la proposta di risoluzione 2347 sulla protezione del patrimonio culturale nei conflitti armati. Questa risoluzione, presentata dalla Francia, dall'Italia e dall'UNESCO, è stata approvata all'unanimità.
Nel 2017 Azoulay si è candidata alla successione a Irina Bokova come direttrice generale dell'UNESCO e, vincendo il voto finale contro il qatariota Hamad bin Abdulaziz al-Kawari, viene eletta e inizia il mandato il 15 novembre 2017.